# Björntjärnen, Medelpad
Björntjärnen är en sjö i Ånge kommun i Medelpad som ingår i Ljungans huvudavrinningsområde. Sjön har en area på 0,0254 kvadratkilometer och ligger 471,1 meter över havet. Björntjärnen ligger i Björntjärn Natura 2000-område.

## Delavrinningsområde
Björntjärnen ingår i det delavrinningsområde (693524-146326) som SMHI kallar för Utloppet av Björntjärnen. Medelhöjden är 488 meter över havet och ytan är 0,6 kvadratkilometer. Det finns inga avrinningsområden uppströms utan avrinningsområdet är högsta punkten. Vattendraget som avvattnar avrinningsområdet har biflödesordning 3, vilket innebär att vattnet flödar genom totalt 3 vattendrag innan det når havet efter 172 kilometer. Delavrinningsområdet består enbart av skog.